# Balthazar Gerbier
Pour les articles homonymes, voir Gerbier.
Sir Balthazar Gerbier d'Ouvilly, né à Middelbourg en Zélande le 23 février 1592 et mort à Hamstead Marshall dans le Berkshire en 1663, est un homme de cour anglo-néerlandais, diplomate, conseiller artistique, miniaturiste et architecte.

## Biographie

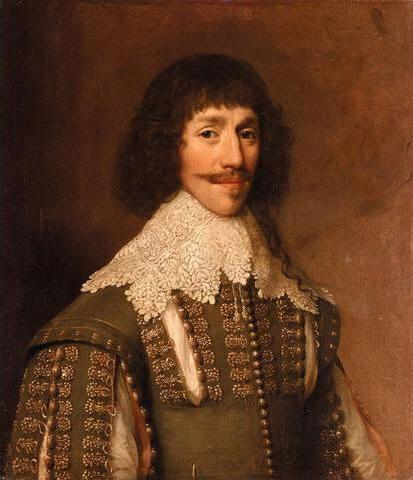
Balthazar Gerbier, Portrait d'un gentilhomme, v. 1649-1652

Gerbier eut pour patron George Villiers, premier duc de Buckingham, qui le chargea de lui trouver des peintures pour sa collection et d'en négocier l'achat ; on sait qu'il passa par le marchand Daniel Nijs, installé à Venise. Il servit de curateur aux collections du duc et exécuta plusieurs miniatures pour lui. À la mort de Buckingham, il entra au service du roi Charles Ier d'Angleterre. Le musée Victoria et Albert, de Londres, possède un dessin préliminaire pour un portrait  miniature de Charles, alors Prince de Galles (1619).